# دفيد كوليبالي
دفيد كوليبالي (بالفرنسية: David Coulibaly)‏ (21 يناير 1978 روبيه فرنسا - ) هو لاعب كرة قدم مالي، شارك في كأس الأمم الأفريقية 2004.

## روابط خارجية
- دفيد كوليبالي على موقع رابطة كرة القدم الفرنسية للمحترفين (الإنجليزية)
- دفيد كوليبالي على موقع قاعدة بيانات كرة القدم.إي يو (الإنجليزية)
- دفيد كوليبالي على موقع ليكيب (الفرنسية)
- دفيد كوليبالي على موقع ناشيونال فوتبول تيمز (الإنجليزية)